# Stångebro Ishall
Stångebro Ishall, också känd som Stångebrohallen, är en ishall i Linköping i Sverige med plats för 3000 åskådare. Den invigdes 21 september 1975 och var 1976-2004 hemmabana för Linköping HC i ishockey. Första målskytt i seriesammanhang i Stångebrohallen blev Lasse Svensson i BK Kenty.
Linköping HC spelar numera i Saab Arena (tidigare under namnet Cloetta Center). Nu har studentlaget HKL Make Believes och LHC:s damlag Stångebrohallen som hemmaplan tillsammans med juniorlagen.